# Ад-Доха (муніципалітет)
Баладіят Ад-Доха (араб. الدوحة, англ. Ad Dawhah) — адміністративна одиниця у складі Катару. Адміністративний центр — столиця країни Доха. На території площею 234 км², проживає найбільша кількість катарців — 79,7 тис. осіб.

## Розташування
Баладіят Ад-Доха знаходиться в центрі Катару, на узбережжі Перської затоки і межує:
- з північного заходу — з баладіятом Умм-Салаль;
- з півночі — з баладіятом Аль-Даїян;
- із заходу — з баладіятом Ар-Раян;
- з півдня — межує з Аль-Вакра.

## Історія
Найбільш економічно і адміністративно розвинута місцина Катару. Ще за давніх часів тут згрупувалася значна кількість катарців, що оселилися вздовж узбережжя і займалася рибальством, торгівлею та видобутком перлів.
У середині ХХ століття сановники Катару поставили за мету впорядкувати свої уділи адміністративно, тоді вони створили на базі історичних центрів держави кілька адміністративних одиниць і закріпили це в законі № 11 від 1963 року, і баладіят Ад-Доха став найпершим.

## Населення і поселення
Від часів свого заснування цей густозаселений баладіят відігравав головну економічну і соціальну роль в житі країни — сюди перебралося чимало жителів пустелі та торгівців. А з кінця ХХ століття Ад-Доха почав динамічно розвиватися, що кількість його мешканців уже становить 1 000 000. Більшість з них — емігранти, які працюють у столиці країни й на нафтогазових промислах, а катарців меншість, але це вищий прошарок населення, який має певні економічні і соціальні привілеї.
Загалом баладіят Ад-Доха розділений на кілька зон (які відповідають мікрорайонам столиці):

## Економіка
Баладіят Ад-Доха кілька століть відігравав головну економічну та політичну роль в країні, тому й став її центром та столицею. В ньому розташовувалися чи не усі політичні, адміністративні та економічні структури. А відкриття величезного родовищ нафти і газу в надрах країни, спричинило до економічного зростання Катару, а відтак і його столиці, яка почала розвиватися прискореними темпами. Постало питання будівництва промислових, переробних та житлових об'єктів й інфраструктури. Саме надходження від нафтогазовидубувного комплексу становлять основну частину бюджету баладіяту.
Новим стимулом для розвитку місцевості планується реалізація проекту проведення чемпіонату світу з футболу 2022 року. Урядовці планують до того часу налагодити як спортивний, так і культурний відпочинок гостей і жителів баладіяту. Стадіон, відпочинкові зони і відомі історичні пам'ятки — стануть візитівкою баладіяту Ад-Доха.